# ASRAAM
ASRAAM (також відома за індексом ПС США AIM-132) — британська ракета «повітря — повітря» малої дальності з тепловим наведенням. Створена MBDA UK для заміни AIM-9 Sidewinder, прийнята на озброєння RAF 1998 року.

## Історія
Масове застосування перших ракет з головками з тепловим наведенням під час війни у В'єтнамі показало їх низьку ефективність. Лише приблизно одна з десяти ракет вражала ціль. Причиною була технічна недосконалість перших теплових ГСН, вони були малочутливими та мали вузьке поле зору.
Спроба покращити ситуацію була зроблена наприкінці 1960-х років британською компанією Hawker Siddeley «Taildog». В результаті була спроєктована ракета SRAAM, вона дозволяла пілотам робити запуск ракети ще до захоплення цілі ГСН, а просто тоді, коли ціль знаходиться десь попереду. У результаті вийшов прототип зброї з малим радіусом дії, але надзвичайно маневровий. Однак 1974 року цю британську програму було скасовано до запуску в серію. Основною причиною скасування стала поява нової версії найпоширенішої на той час ракети AIM-9L Sidewinder. Вона мала не лише кращу маневровість, швидкість та дальність польоту, але і серйозну модернізацію ГСН. Використання у фотоприймачі антимоніду індію охолоджуваного аргоном замість сульфіду свинцю, як у попередніх моделях, збільшило кути огляду та значно підвищило чутливість, що дало можливість запуску у всіх ракурсах, в тому числі «лоб у лоб». Озброєні цією моделлю британські пілоти під час Фолклендської війни досягли показника 80 % вражених цілей; схожу результативність отримали і ВПС Ізраїлю у повітряних боях над долиною Бекаа під час Ліванської війни в 1982.
У 1980-х роках країни НАТО підписали угоду про те, що Сполучені Штати розроблятимуть нову ракету «повітря — повітря» середньої дальності (AMRAAM), а переважно британсько-німецька команда розроблятиме ракету малої дальності на заміну AIM-9 Sidewinder. До цієї команди увійшли Велика Британія (компанія Hawker Siddeley, на той момент відома як BAe Dynamics) і Німеччина (Bodensee Gerätetechnik), які розподілили по 42,5 % зусиль кожна, Канада — 10 % і Норвегія — 5 %. США присвоїли цій ракеті назву AIM-132 ASRAAM.
Швидкий занепад і остаточний розпад Радянського Союзу наприкінці 1980-х років закінчили холодну війну і значно зменшили потребу в озброєннях у світі. Три країни втратили інтерес до розробки; і оскільки лише Велика Британія лишилась відповідальною за проєкт, то він був переорієнтований виключно на потреби Королівським ВПС (RAF). Тендер на новий дизайн було сформовано у серпні 1989 року, він включав нову антенну решітку із фокальною площиною замість типової на той час конструкції, це закладало покращену ефективність і стійкість до контрзаходів. На конкурс у Великій Британії в 1990 році було представлено новий британський ASRAAM, французький проєкт MICA фірми Matra та новий дизайн від Bodensee Gerätetechnik, налаштований для потреб Німеччини. У 1992 році Міністерство оборони ВБ оголосило, що ASRAAM виграв конкурс, і виробництво почалося в березні того ж року. Французький проєкт MICA згодом був прийнятий на озброєння Францією та ще декількома країнами, а німецька конструкція, після поглинення її розробника концерном Diehl BGT Defence, розвинулась в проєкт IRIS-T.
Розробка та виробництво нової ракети у Великій Британії продовжувалися і перший ASRAAM був наданий RAF наприкінці 1998 року. Ним було оснащено винищувачі Typhoon RAF. Він також використовувався на літаках Harrier GR7 і Tornado GR4 Королівських ВПС до їх зняття з озброєння. У лютому 1998 року повітряні сили Австралії (RAAF) після конкурентної оцінки вдосконаленого ASRAAM, Rafael Python 4 та AIM-9X вибрали ASRAAM для використання на своїх F/A-18 Hornet.

## Опис
Одним з нововведень є нова інфрачервона матриця фокальної площини з роздільною здатністю 128x128 в головці самонаведення. Ця ГСН має велику дальність виявлення, високу стійкість до контрзаходів, здатність захоплення цілі відхиленої приблизно на 90 градусів від основної осі та можливість розрізняти конкретні частини цільового літака (наприклад, кабіну, двигуни тощо). ASRAAM також вміє захоплювати ціль після  запуску, що є необхідним для використання на літаках, котрі не мають зовнішніх підвісів; тоді ракета переноситься у внутрішньому відсіку, як, наприклад у F-35 Lightning II. Боєголовка ASRAAM оснащена датчиками удару та лазерним неконтактним датчиком підриву. Лазерний безконтактний датчик було вибрано тому, що радіодатчики вразливі до втручання засобів РЕБ. Збільшений діаметр ракети ASRAAM також забезпечує простір для збільшення обчислювальної потужності, а отже, покращення можливостей протидії.

## Варіанти

### Наземна установка на шасі SupaCat
Ракети в рамках МТД для відбиття російської агресії постачаються у складі імпровізованих ЗРК розробки MBDA на колісному шасі SupaCat. Така машина має пускову установку на дві ракети та, ймовірно, чотири ракети в боєкомплекті. Радар відсутній, тому комплекс потребує зовнішнього цілевказання для ураження літаків, але електронно-оптична головка має дозволяти боротись йому з гелікоптерами та крилатими ракетами.

## Оператори

### Україна
В серпні 2023 року стало відомо про наявність в України таких ракет, змонтованих на імпровізованих самохідних пускових установках. У січні 2024 Міноборони Великої Британії повідомило, що ці установки показали високу ефективність з часткою ураження до 90%, а українські сили оборони попросили більше ракет.